# ピボットテーブル
ピボットテーブル（英: pivot table）は表計算ソフトまたはビジネスインテリジェンスソフトウェアにて利用されるデータ可視化要約機能である。対象集計データは（“ピボットテーブル”と呼ばれる）第2のテーブルに表示され、自動的に表内格納データの並替、合計値、平均値、総数、標準偏差が出力できるほか、クロス集計が利用できる。任意に表内の表示項目をドラッグアンドドロップを用いて変更できる。
「ピボットテーブル」は複数の開発会社が使用する一般的な名称であり、起源はLotus Improvであるが、米国ではマイクロソフト社が商標登録している、
OLAPの簡易機能と位置づけられることも多い。Excelの場合OLAPサーバからスプレッドシートにデータを直接照会する機能が含まれている。

## 利用例
典型的なデータ入力の場合、データは二次元の行列で構成され表示される。以下の画像例はシャツの各項目を示す。
行列では大量のデータが格納できるが、この段階では要約内容の理解は難しい。ピボットテーブルは即座にデータを要約し必要情報を強調するのに役立ち、目的や状況に応じて柔軟に操作できる。出力する際に初めに行うこととして、重視する対象を指定する。
以下の画像では「出荷日」・「地域」別の「売上枚数」を指定した場合、行が「出荷日」を、列が「地域」を、データが「売上枚数」を、最下段に合計枚数を示している。

### 仕組み
上記の例で説明すると、プログラムが「地域」（この場合は東西南北）及び「出荷日」に該当するすべての個別の値を検索し、和集合に基づいてデータを要約後多次元チャートで表示する。 上記の例では左上セルの値は66とあるが、この値は「地域」が「東」であり「出荷日」が「2005年1月31日」であった表内全データを抽出し、加算した結果である。